# Spherillo grossus
Spherillo grossus är en kräftdjursart som först beskrevs av Gustav Budde-Lund 1885.  Spherillo grossus ingår i släktet Spherillo och familjen Armadillidae. Inga underarter finns listade i Catalogue of Life.